# 2953 Вишеславія
2953 Вишеславія (2953 Vysheslavia) — астероїд головного поясу, відкритий 24 вересня 1979 року.
Тіссеранів параметр щодо Юпітера — 3,314.
Названий на честь українського літературознавця і поета Леоніда Вишеславського.